# Ghesquierellana hirtusalis
Ghesquierellana hirtusalis là một loài bướm đêm trong họ Crambidae.